# 1972-es női sakkolimpia
Az 5. női sakkolimpiát 1972. szeptember 18. és október 13. között Jugoszláviában, az 1963-as földrengés után újjáépült Szkopjéban, a Pavillion Hallsban rendezték meg. A sakkolimpiák történetében először – ezúttal még kivételesen – a nyílt sakkolimpiai versennyel párhuzamosan rendezték meg.

## A verseny lefolyása
Az 5. női sakkolimpián 23 ország 69 versenyzője vett részt. Helyszíne megegyezett a nyílt verseny helyszínével. A 23 csapatot 4 elődöntőbe sorolták. Minden csoportból az első két helyezett jutott az „A” döntőbe, a 3–4. helyezettek a „B” döntőbe, az 5–6. helyezettek a „C” döntőbe. A csoportban egymással már játszó csapatok nem vitték magukkal az eredményt a döntőbe.
A versenyt körmérkőzéses formában rendezték. A csapat eredményét az egyes versenyzők által megszerzett pontok alapján számolták. Holtverseny esetén vették csak figyelembe a csapateredményeket, ahol a csapatgyőzelem 2 pontot, a döntetlen 1 pontot ért. Ennek egyenlősége esetén az egymás elleni eredményt, ha ez is egyenlő volt, akkor a Sonneborn–Berger-számítást vették alapul.
A játszmákban fejenként 2,5 óra állt rendelkezésre az első 40 lépés megtételéhez, majd 16 lépésenként további 1 óra.
A versenyen a favorit ezúttal is az olimpiai bajnoki cím védője, a szovjet válogatott volt, az első táblán a világbajnok Nona Gaprindasvilivel. Az átlag Élő-pontszám alapján is a Szovjetunió volt a legerősebb 2403 ponttal, őket Jugoszlávia 2273 és Románia 2258 ponttal követte. A magyar válogatott 2233 ponttal a 4. legerősebb csapatnak számított.
A magyar csapatot Ivánka Mária, Verőci Zsuzsa és Krizsán Gyuláné (korábbi neve Bilek Istvánné) alkotta. Közülük egy fordulóban két játékos ülhetett asztalhoz. A magyar csapat remek játékkal a 2–3. helyen végzett, a holtversenyt eldöntő számítás miatt szorult a bronzérmet jelentő helyre.

## Eredmények

### Az elődöntők
„A” csoport
| H. | Ország      | 1 | 2 | 3  | 4  | 5  | Pont | + | = | - |
| -- | ----------- | - | - | -- | -- | -- | ---- | - | - | - |
| 1  | Szovjetunió | ● | 2 | 2  | 2  | 1½ | 7½   | 4 | 0 | 0 |
| 2  | NDK         | 0 | ● | 1½ | 1½ | 2  | 5    | 3 | 0 | 1 |
| 3  | Hollandia   | 0 | ½ | ●  | 1½ | 2  | 4    | 2 | 0 | 2 |
| 4  | Ausztrália  | 0 | ½ | ½  | ●  | 2  | 3    | 1 | 0 | 3 |
| 5  | Írország    | ½ | 0 | 0  | 0  | ●  | ½    | 0 | 0 | 4 |

„В” csoport
| H. | Ország        | 1 | 2 | 3  | 4 | 5  | 6  | Pont | + | = | - |
| -- | ------------- | - | - | -- | - | -- | -- | ---- | - | - | - |
| 1  | Anglia        | ● | 1 | 1½ | 2 | 2  | 2  | 8½   | 4 | 1 | 0 |
| 2  | Csehszlovákia | 1 | ● | 1  | 2 | 2  | 2  | 8    | 3 | 2 | 0 |
| 3  | Jugoszlávia   | ½ | 1 | ●  | 2 | 2  | 2  | 7½   | 3 | 1 | 1 |
| 4  | Ausztria      | 0 | 0 | 0  | ● | 1½ | 2  | 3½   | 2 | 0 | 3 |
| 5  | Skócia        | 0 | 0 | 0  | ½ | ●  | 1½ | 2    | 1 | 0 | 4 |
| 6  | Japán         | 0 | 0 | 0  | 0 | ½  | ●  | ½    | 0 | 0 | 5 |

„С” csoport
| H. | Ország   | 1 | 2 | 3  | 4  | 5  | 6  | Pont | + | = | - |
| -- | -------- | - | - | -- | -- | -- | -- | ---- | - | - | - |
| 1  | Románia  | ● | 1 | 2  | 2  | 1½ | 1½ | 8    | 4 | 1 | 0 |
| 2  | Bulgária | 1 | ● | 1½ | 1½ | 2  | 2  | 8    | 4 | 1 | 0 |
| 3  | Mongólia | 0 | ½ | ●  | 1  | 1  | 2  | 4½   | 1 | 2 | 2 |
| 4  | Brazília | 0 | ½ | 1  | ●  | 1½ | 1  | 4    | 1 | 2 | 2 |
| 5  | Izrael   | ½ | 0 | 1  | ½  | ●  | 1  | 3    | 0 | 2 | 3 |
| 6  | Svájc    | ½ | 0 | 0  | 1  | 1  | ●  | 2½   | 0 | 2 | 3 |

„D” csoport
| H. | Ország        | 1 | 2 | 3 | 4 | 5  | 6 | Pont | + | = | - |
| -- | ------------- | - | - | - | - | -- | - | ---- | - | - | - |
| 1  | Magyarország  | ● | 1 | 1 | 2 | 2  | 2 | 8    | 3 | 2 | 0 |
| 2  | NSZK          | 1 | ● | 1 | 2 | 1½ | 2 | 7½   | 3 | 2 | 0 |
| 3  | Lengyelország | 1 | 1 | ● | 1 | 2  | 2 | 7    | 2 | 3 | 0 |
| 4  | Svédország    | 0 | 0 | 1 | ● | 1  | 2 | 4    | 1 | 2 | 2 |
| 5  | Finnország    | 0 | ½ | 0 | 1 | ●  | 1 | 2½   | 0 | 2 | 3 |
| 6  | Szingapúr     | 0 | 0 | 0 | 0 | 1  | ● | 1    | 0 | 1 | 4 |

### Az „A” döntő végeredménye
| H. | Ország        | 1 | 2 | 3  | 4  | 5  | 6  | 7  | 8  | Pont | + | = | - |
| -- | ------------- | - | - | -- | -- | -- | -- | -- | -- | ---- | - | - | - |
| 1  | Szovjetunió   | ● | 2 | 1½ | 1½ | 1  | 2  | 1½ | 2  | 11½  | 6 | 1 | 0 |
| 2  | Románia       | 0 | ● | 2  | 1  | 1  | 2  | 1  | 1  | 8    | 2 | 4 | 1 |
| 3  | Magyarország  | ½ | 0 | ●  | 1  | 1½ | 1  | 2  | 2  | 8    | 3 | 2 | 2 |
| 4  | Bulgária      | ½ | 1 | 1  | ●  | 1  | ½  | 2  | 1½ | 7½   | 2 | 3 | 2 |
| 5  | Csehszlovákia | 1 | 1 | ½  | 1  | ●  | 1  | 1  | 1½ | 7    | 1 | 5 | 1 |
| 6  | NSZK          | 0 | 0 | 1  | 1½ | 1  | ●  | ½  | 1½ | 5½   | 2 | 2 | 3 |
| 7  | NDK           | ½ | 1 | 0  | 0  | 1  | 1½ | ●  | ½  | 4½   | 1 | 2 | 4 |
| 8  | Anglia        | 0 | 1 | 0  | ½  | ½  | ½  | 1½ | ●  | 4    | 1 | 1 | 5 |

### Az egyéni érmesek
A magyar versenyzők közül Ivánka Mária szerepelt a legeredményesebben, aki az 1. táblán 75%-os eredménnyel az „A” döntő második legjobb teljesítményével összességében bronzérmet szerzett.
| H. | Versenyző neve     | Ország       | Döntő | Pont | Játszmaszám | Százalék |
| -- | ------------------ | ------------ | ----- | ---- | ----------- | -------- |
|    | Nona Gaprindasvili | Szovjetunió  | A     | 6½   | 8           | 81,3     |
|    | Ruth Cardoso       | Brazília     | B     | 7    | 9           | 77,8     |
|    | Ivánka Mária       | Magyarország | A     | 7½   | 10          | 75,0     |
| H. | Versenyző neve          | Ország        | Döntő | Pont | Játszmaszám | Százalék |
| -- | ----------------------- | ------------- | ----- | ---- | ----------- | -------- |
|    | Alla Kusnyir            | Szovjetunió   | A     | 7    | 8           | 87,5     |
|    | Hanna Ereńska-Radzewska | Lengyelország | B     | 7½   | 9           | 83,3     |
|    | Alexandra Nicolau       | Románia       | A     | 7    | 9           | 77,8     |
| H. | Versenyző neve               | Ország      | Döntő | Pont | Játszmaszám | Százalék |
| -- | ---------------------------- | ----------- | ----- | ---- | ----------- | -------- |
|    | Henrieta Konarkowska-Sokolov | Jugoszlávia | B     | 6½   | 9           | 72,2     |
|    | Ada Van der Giessen          | Hollandia   | B     | 4½   | 8           | 56,3     |
|    | Ulla Bohmgren                | Svédország  | B     | 4½   | 8           | 56,3     |

## A magyar versenyzők eredményei
| Elődöntő (4. csoport)              |                                    |                         |         |                        |        |                  |        |    |
| 1                                  | Szingapúr                          |                         |         | Mok Poh Pheng -        | 1      | Giam Yoke Chin - | 1      | 2  |
| 2                                  | Svédország                         | Kemenyova-Svenson -     | 1       | Bohmgren -             | 1      |                  |        | 2  |
| 3                                  | NSZK                               | Laakmann -              | ½       | Wasnetsky 1970         | ½      |                  |        | 1  |
| 4                                  | Finnország                         | Vuorenpää -             | 1       |                        |        | Tuomainen -      | 1      | 2  |
| 5                                  | Lengyelország                      | Radzikowska 2160        | 1       | Ereńska-Radzewska 2115 | 0      |                  |        | 1  |
| „A” döntő                          |                                    |                         |         |                        |        |                  |        |    |
| 1                                  | Anglia                             | Hartston 2210           | 1       | Pritchard -            | 1      |                  |        | 2  |
| 2                                  | Csehszlovákia                      | Vokřálová 2175          | 1       |                        |        | Eretová 2160     | ½      | 1½ |
| 3                                  | NSZK                               |                         |         | Laakmann -             | 1      | Kärner -         | 0      | 1  |
| 4                                  | Románia                            | Polihroniade 2225       | 0       | Nicolau 2290           | 0      |                  |        | 0  |
| 5                                  | Bulgária                           | Georgieva 2160          | ½       | Asenova 2100           | ½      |                  |        | 1  |
| 6                                  | NDK                                | Nowarra 2120            | 1       | Just 2155              | 1      |                  |        | 2  |
| 7                                  | Szovjetunió                        | Nona Gaprindasvili 2450 | ½       | Alla Kusnyir 2355      | 0      |                  |        | ½  |
| Szerzett pontszám (Játszmák száma) | Szerzett pontszám (Játszmák száma) | 7½ (10)                 | 7½ (10) | 6 (10)                 | 6 (10) | 2½ (4)           | 2½ (4) |    |
| Teljesítményérték                  | Teljesítményérték                  | 2283                    | 2283    | 2091                   | 2091   | 1985             | 1985   |    |